# スーパーマルモ
株式会社スーパーマルモは、茨城県土浦市神立中央2丁目3番5号に本部を置き、スーパーマーケットチェーンを運営していた企業である。2021年5月までCGCグループに加盟していた。

## 概要
1969年に創業し、1980年に有限会社マルモストアーとして法人へ改組。最盛期には土浦市を中心につくば市、かすみがうら市に10店舗を構えていた。
しかし、同業他社との競合が激化したことなどから、2021年6月1日付で石川県に本社を置く株式会社クスリのアオキホールディングスへスーパー事業を会社分割により譲渡し、学園店・まりやま店・おおつ野店の3店舗はクスリのアオキホールディングスの子会社であるナルックスが運営することになった。おかず屋、まるもフーズ（惣菜工場）、居酒屋うまいもん処は同日付で設立された株式会社まるもへ譲渡された。
スーパーマルモは清算業務を行っていたが、2022年3月31日に水戸地方裁判所土浦支部から特別清算開始決定を受けた。負債総額は約18億7000万円。

## 沿革
- 1969年11月 - 丸茂商店創業[6]。
- 1980年11月 - 有限会社マルモストアー設立[6]。
- 1989年 - 株式会社スーパーマルモに社名変更[6]。
- 2021年6月1日 - 株式会社クスリのアオキホールディングスに食品スーパー事業を、株式会社まるもへ惣菜事業並びに居酒屋事業をそれぞれ譲渡[3][5]。
- 2022年3月31日 - 水戸地方裁判所土浦支部から特別清算開始決定を受ける[2]。

## 店舗
ナルックスへ譲渡された店舗はしばらくの間はスーパーまるもの屋号で営業していたが、2022年3月までに全店舗がクスリのアオキへ変更された。